# Войново (Великопольське воєводство)
Войново (пол. Wojnowo) — село в Польщі, у гміні Мурована Ґосліна Познанського повіту Великопольського воєводства.
Населення — 414 осіб (2011).
У 1975-1998 роках село належало до Познанського воєводства.

## Демографія
Демографічна структура станом на 31 березня 2011 року:
|          | Загалом | Допрацездатний вік | Працездатний вік | Постпрацездатний вік |
| -------- | ------- | ------------------ | ---------------- | -------------------- |
| Чоловіки | 217     | 52                 | 151              | 14                   |
| Жінки    | 197     | 47                 | 117              | 33                   |
| Разом    | 414     | 99                 | 268              | 47                   |